# Zabić króla
Zabić króla – brytyjsko-niemiecki film historyczny z 2003 roku.

## Główne role
- Tim Roth - Oliver Cromwell
- Dougray Scott - sir Thomas Fairfax
- Olivia Williams - lady Anne Fairfax
- James Bolam - Denzil Holles
- Corin Redgrave - Baron Vere
- Finbar Lynch - Henry Ireton
- Julian Rhind-Tutt - James
- Adrian Scarborough - sierżant Joyce
- Jeremy Swift - earl Whitby
- Rupert Everett - Król Karol I
- Jake Nightingale - pułkownik Thomas Pride

## Fabuła
Rok 1648. Wojna domowa w Anglii powoli zbliża się ku końcowi. Purytanie obalili monarchę Karola I i wynieśli do rangi bohaterów dwóch generałów: Olivera Cromwella i Thomasa Fairfaxa. Ich wspólnym celem jest odbudowa kraju wyniszczonego wojną. Ale obaj mają różne koncepcje. Fairfax jest zwolennikiem ostrożnych reform i odbudowy monarchii. Cromwell zaś jest bardziej radykalny i żąda stracenia króla...

## Nagrody i nominacje
Nagrody BAFTA 2003
- Nagroda im. Carla Foremana - Jenny Mayhem (nominacja)